# Ton Koemans
Ton Koemans (... – 4 settembre 2014) è stato un cestista olandese.

## Carriera
Con i Paesi Bassi ha disputato i Campionati europei del 1951.